# آبنبات هل‌دار
آبنبات هلدار، داستانی طنز دربارهٔ یک خانوادهٔ بجنوردی قشر متوسط جامعه اما با اتفاقاتی غیرعادی و طنز می‌باشد که نوشته مهرداد صدقی است. این کتاب در شهریور سال ۱۳۹۵ چاپ شده است. راوی داستان، محسن، پسری نوجوان است که برادرش قرار است به جبهه برود. یکی از ویژگی‌های برجستهٔ این کتاب، روایت فضای پشت جبهه هاست. این داستان برای کسانی که از دهه ۶۰ خاطره دارند و دوستداران داستان‌های کمدی لذت بخش خواهد بود. محسن، راوی داستان، که پسری بسیار بازیگوش و پرشیطنت است و همیشه خرابکاری می‌کند و همین باعث ایجاد اتفاقات کمدی می‌شود، از روزگاری می‌گوید که مردم با مسائل ساده شادی‌های بزرگی می‌آفریدند، مثلِ اولین تجربه رفتن به سینما؛ دیدنِ اولین تلویزیون رنگی؛ تجربه حضورِ نخستین خوراکی‌های تازه و جدید در خانه مردم.
نسخه صوتی این اثر با صداپیشگی میرطاهر مظلومی منتشر شد.
دومین کتاب از این مجموعه با عنوان آبنبات پسته‌ای در نشر چرخ و فلک منتشر شد  عنوان سومین مجموعه نیز آبنبات دارچینی است. مجلد چهارم هم آبنبات نارگیلی نام دارد.
به نوشته سایت خبرنگاران جوان، این کتاب در نمایشگاه مجازی کتاب که در بهمن سال ۱۴۰۰ برگزار شد، جزء کتابهای پرفروش بوده است.
قرار است توسط مرکز سریال سوره، سریالی با اقتباس از این کتاب ساخته شود. (سال ۱۴۰۳ کلید می‌خورد)